# 近藤政成
近藤 政成（こんどう まさなり）は、江戸時代初期の大名。堀秀政の四男。
慶長5年（1600年）に徳川家康に拝謁して小姓となり、慶長9年（1604年）、養父の近藤重勝から越後蔵王堂の遺領1万石を継ぐ。慶長15年（1610年）、堀忠俊が改易された際に領地を信濃国高井郡、美濃国安八、山県、石津、中島郡のうちに替地され、近藤藩が成立した。
大坂の陣に従軍、永井直勝の隊に属し戦功を挙げる。しかし、元和4年（1618年）に31歳で死去した。
長男の重直は7歳であったため、12月16日、幼少を理由に半知減封となり5000石のみを相続し、伊那郡立石村（現在の長野県飯田市）に知行所を構え交代寄合となる。伯父の下野烏山藩主堀親良が後見役を命ぜられ、残りの美濃4郡5000石を賜った。